# I-3 (tàu ngầm Nhật)
I-3 là một tàu ngầm tuần dương lớp Junsen 1 (巡潜一型) bao gồm bốn chiếc có trọng lượng choán nước lên đến 2.135 tấn, được Hải quân Đế quốc Nhật Bản chế tạo trong giai đoạn sau Chiến tranh Thế giới thứ nhất. Nhập biên chế vào năm 1926, nó đã phục vụ trong cuộc Chiến tranh Trung-Nhật và Chiến tranh Thế giới thứ hai. Con tàu đã hỗ trợ cho cuộc tấn công Trân Châu Cảng, càn quét tàu bè tại Ấn Độ Dương, và tham gia các chiến dịch quần đảo Aleut và Guadalcanal, trước khi bị xuồng tuần tra phóng lôi PT-59 đánh chìm tại Guadalcanal vào ngày 9 tháng 12, 1942.

## Thiết kế và chế tạo

### Thiết kế
Junsen 1 (J1) là một lớp tàu ngầm tuần dương vốn được thiết kế chịu ảnh hưởng bởi chiếc SM U-142 thời Thế Chiến I của Đế quốc Đức. Chúng có trọng lượng choán nước 2.169 tấn (2.135 tấn Anh) khi nổi và 2.836 tấn (2.791 tấn Anh) khi lặn, lườn tàu có chiều dài 97,5 m (319 ft 11 in), mạn tàu rộng 9,22 m (30 ft 3 in) và mớn nước sâu 4,94 m (16 ft 2 in). Con tàu có thể lặn sâu 80 m (262 ft) và có một thủy thủ đoàn đầy đủ bao gồm 68 sĩ quan và thủy thủ.
Chiếc tàu ngầm trang bị hai động cơ diesel MAN 10-xy lanh bốn thì công suất 6.000 mã lực phanh (4.474 kW), mỗi chiếc vận hành một trục chân vịt. Khi lặn, mỗi trục được vận hành bởi một động cơ điện 1.300 mã lực (969 kW). Con tàu có thể đạt tốc độ tối đa 18 hải lý trên giờ (33 km/h; 21 mph) khi nổi và 8 hải lý trên giờ (15 km/h; 9,2 mph) khi lặn. Khi Junsen 1 di chuyển trên mặt nước nó đạt tầm xa hoạt động 24.400 hải lý (45.200 km; 28.100 mi) ở tốc độ 10 hải lý trên giờ (19 km/h; 12 mph), và có thể lặn xa 60 nmi (110 km; 69 mi) ở tốc độ 3 hải lý trên giờ (5,6 km/h; 3,5 mph).
Lớp Junsen I có sáu ống phóng ngư lôi 53,3 cm (21,0 in), gồm bốn ống bố trí trước mũi và hai ống phía đuôi, và mang theo tổng cộng 20 quả ngư lôi Kiểu 95. Vũ khí trên boong tàu bao gồm hai khẩu hải pháo 14 cm (5,5 in), được bố trí phía trước và phía sau cầu tàu.

### Chế tạo
I-3 được đặt lườn như là chiếc Tàu ngầm tuần dương số 76 tại xưởng tàu của hãng Kawasaki tại Kobe vào ngày 1 tháng 11, 1923. Đang khi chế tạo, nó được đổi tên thành I-3 vào ngày 1 tháng 11, 1924 và được hạ thủy vào ngày 8 tháng 6, 1925. Con tàu hoàn tất và nhập biên chế vào ngày 30 tháng 11, 1926.

## Lịch sử hoạt động

### 1926 - 1936
Vào lúc nhập biên chế, I-3 được điều về Quân khu Hải quân Yokosuka, và được phân về Đội tàu ngầm 7 thuộc Hải đội Tàu ngầm 2 trực thuộc Đệ Nhị hạm đội, trong thành phần Hạm đội Liên hợp, gia nhập cùng các tàu chị em I-1 và I-2, có thể vào ngày 30 tháng 11, 1926 hoặc ngày 15 tháng 1, 1927. Đội khu trục 7 được điều về Đội phòng vệ Yokosuka trực thuộc Quân khu Hải quân Yokosuka vào ngày 1 tháng 7, 1927, và đến ngày 15 tháng 9, Đội khu trục 7 lại được điều động sang Hải đội Tàu ngầm 2 trực thuộc Đệ Nhị hạm đội. Đang khi di chuyển trên mặt nước trong biển nội địa Seto vào ngày 12 tháng 7, 1928 với tốc độ 4 kn (7,4 km/h), nó gặp trục trặc bánh lái và bị mắc cạn ngoài khơi đảo Ōmishima lúc 10 giờ 11 phút, làm hư hại thùng nhiên liệu phía mũi. Con tàu nổi trở lại lúc 16 giờ 22 phút và đi đến Kure, Hiroshima để được sửa chữa tại Xưởng vũ khí Hải quân Kure.
Vào ngày 1 tháng 5, 1929, I-3 được phối thuộc trực tiếp cùng Quân khu Hải quân Yokosuka, rồi đến ngày 1 tháng 8, 1930, khi Đội tàu ngầm 8 được thành lập, nó cùng tàu chị em I-4 được đưa về đơn vị mới này. Đến ngày 1 tháng 12, 1930, Đội tàu ngầm 8 bắt đầu phục vụ cùng Hải đội Tàu ngầm 1 trực thuộc Đệ Nhất hạm đội thuộc thành phần Hạm đội Liên hợp. Vào ngày 1 tháng 10, 1931, Đội tàu ngầm 8 được điều về Đội phòng vệ Yokosuka trực thuộc Quân khu Hải quân Yokosuka, nhưng lại được điều trở lại Hải đội Tàu ngầm 1 trực thuộc Đệ Nhất hạm đội vào ngày 1 tháng 12, 1931. Đến ngày 1 tháng 10, 1932, đơn vị này lại hoạt động cùng Đội phòng vệ Yokosuka, nhưng đến ngày 15 tháng 11, 1933, I-3 được điều từ Đội tàu ngầm 8 trở lại Đội tàu ngầm 7, và bắt đầu phục vụ cùng Hải đội Tàu ngầm 1 trực thuộc Đệ Nhất hạm đội từ ngày này.
Vào ngày 29 tháng 3, 1935 I-3 khởi hành từ Sasebo, để cùng các đồng đội thuộc Hải đội Tàu ngầm 1, bao gồm I-1 và I-3 thuộc Đội tàu ngầm 7 cùng I-4, I-5 và I-6 thuộc Đội tàu ngầm 8, thực hiện một chuyến đi huấn luyện tại vùng biển Trung Quốc. Chúng kết thúc chuyến đi huấn luyện khi về đến Sasebo vào ngày 4 tháng 4, 1935. Đến ngày 15 tháng 11, 1935, Đội tàu ngầm 7 được điều về Hải đội Phòng vệ Yokosuka trực thuộc Quân khu Hải quân Yokosuka, và I-3 được cho xuất biên chế và đưa về thành phần dự bị để được hiện đại hóa, khi hệ thống sonar do Hoa Kỳ chế tạo được thay thế bằng kiểu sản xuất trong nước, và tháp chỉ huy có hình dáng suôn thẳng hơn. Đang khi con tàu được nâng cấp, Đội tàu ngầm 7 quay lại phục vụ cùng Hải đội Tàu ngầm 1 vào ngày 20 tháng 1, 1936, và khi I-3 hoàn tất công việc, nó tái biên chế trở lại vào ngày 1 tháng 12, 1936 và tiếp tục phục vụ cùng Đội tàu ngầm 7.
Vào ngày 27 tháng 3, 1937, I-3 rời Sasebo để cùng các chiếc I-1, I-2, I-4, I-5 và I-6 hoạt động huấn luyện tại khu vực Thanh Đảo, Trung Quốc. Chúng kết thúc đợt huấn luyện khi về đến vịnh Ariake vào ngày 6 tháng 4, 1937. Trong một lượt bảo trì định kỳ trong vịnh Sukumo tại bờ biển Shikoku vào ngày 18 tháng 5, 1937, nó gặp tai nạn nổ thùng dầu nhờn làm thiệt mạng một người và bị thương 17 người khác. Con tàu phải đi đến Xưởng vũ khí Hải quân Kure tại Kure, Hiroshima để được sửa chữa.

### Chiến tranh Trung-Nhật
Chiến tranh Trung-Nhật bùng nổ sau khi xảy ra sự kiện Lư Câu Kiều (cầu Marco Polo) vào ngày 7 tháng 7, 1937. Đến tháng 9, 1937, Hải đội Tàu ngầm 1 được điều sang Đệ Tam hạm đội và phối thuộc cùng Hạm đội khu vực Trung Quốc để hoạt động tại vùng biển Trung Quốc. Hải đội, bao gồm các tàu I-1, I-2, I-3, I-4, I-5 và I-6, đã được phái đến căn cứ tại Hong Kong cùng với các tàu tiếp liệu tàu ngầm Chōgei và Taigei vào tháng 9, 1937. Từ căn cứ này, các tàu ngầm tham gia phong tỏa Trung Quốc và tuần tra dọc bờ biển phía Đông và phía Nam Trung Quốc.
Từ ngày 20 hoặc 21 tháng 8 đến ngày 23 tháng 8, 1937, cả sáu chiếc tàu ngầm thuộc Hải đội Tàu ngầm 1 đã hoạt động trong biển Hoa Đông như lực lượng bảo vệ từ xa cho các thiết giáp hạm Nagato, Mutsu, Haruna và Kirishima cùng tàu tuần dương hạng nhẹ Isuzu làm nhiệm vụ vận chuyển binh lính từ Tadotsu, Shikoku đến Thượng Hải, Trung Quốc. Hải đội Tàu ngầm 1 đặt căn cứ tại Hong Kong cho đến mùa Thu năm 1938. Trong một nỗ lực nhằm giảm căng thẳng trong quan hệ quốc tế do cuộc xung đột với Trung Quốc, Nhật Bản cho rút lực lượng tàu ngầm của họ khỏi vùng biển Trung Quốc từ tháng 12, 1938.

### 1938–1941
Vào ngày 15 tháng 12, 1938, Đội tàu ngầm 7 được điều về Trường tàu ngầm tại Kure, Hiroshima, rồi được đưa về Thành phần Dự bị 3 tại Quân khu Hải quân Yokosuka từ ngày 15 tháng 11, 1939. Có nguồn cho rằng I-3 không được đưa về thành phần dự bị mãi cho đến ngày 20 tháng 11, 1939. Nó nhập biên chế trở lại vào ngày 27 tháng 7, 1940, cho dù Đội tàu ngầm 7 chỉ phục vụ trở lại vào ngày 15 tháng 11, 1940, khi đơn vị này được phối thuộc cùng Hải đội Tàu ngầm 2 trực thuộc Đệ Lục hạm đội, trong thành phần Hạm đội Liên hợp.
Vào ngày 10 tháng 11, bên trên soái hạm Katori, Phó đô đốc Shimizu Mitsumi, Tư lệnh Đệ Lục hạm đội, công bố Kế hoạch Z, là kế hoạch tấn công căn cứ Trân Châu Cảng của Hải quân Hoa Kỳ, mở màn cho cuộc xung đột tại Thái Bình Dương. Khi lực lượng Hải quân Nhật Bản bắt đầu được huy động cho chiến dịch, I-3 cùng với phần còn lại của Hải đội Tàu ngầm 2 đã xuất phát từ Yokosuka vào ngày 16 tháng 11 để hướng sang khu vực quần đảo Hawaii. Đến ngày 1 tháng 12, nó ở vị trí cách Oahu 300 nmi (560 km). Sang ngày 2 tháng 12, nó nhận được thông điệp từ Hạm đội Liên hợp: "Leo núi Niitaka 1208" (tiếng Nhật: Niitakayama nobore 1208), là mật lệnh cho biết chiến sự với Khối Đồng Minh sẽ bắt đầu vào ngày 8 tháng 12 (theo giờ Nhật Bản, tức ngày 7 tháng 12 tại Hawaii bên kia đường đổi ngày).

#### Chuyến tuần tra thứ nhất - Trận Trân Châu Cảng
Vào ngày 7 tháng 12, I-3 đi đến khu vực tuần tra được chỉ định tại phía cực Đông eo biển Kauai, giữa các đảo Kauai và Oahu. Nó được lệnh tấn công mọi tàu bè xuất phát từ Trân Châu Cảng trong và sau cuộc tấn công, vốn được lên kế hoạch vào sáng ngày hôm đó. Đến ngày 27 tháng 12, Tư lệnh Hải đội Tàu ngầm 2 bên trên soái hạm I-7 ra lệnh cho I-3 bắn phá cảng Nawiliwili trên đảo Kauai vào ngày 30 tháng 12. Nó đi đến ngoài khơi Nawiliwili vào ngày 30 tháng 12, tiến hành trinh sát qua kính tiềm vọng khu vực cửa sông Wailua. Nó trồi lên mặt nước khi trời tối và bắn hai mươi phát đạn pháo 140 milimét (5,5 in) từ khẩu hải pháo 14 cm/40 Kiểu năm thứ 11 nhắm vào đê chắn sóng của cảng và một tòa nhà mà nó nhận định là một nhà kho. Phần lớn đạn pháo đều không trúng đích và chỉ gây hư hại nhẹ. Đến ngày 31 tháng 12, I-3 bắt gặp mục tiêu được cho là một tàu sân bay, hai tàu tuần dương và nhiều tàu khu trục đang hướng về phía Tây tại vị trí 100 nmi (190 km) về phía Tây Nam Oahu. Chiếc tàu ngầm đã không thể đi đến vị trí thuận tiện để tấn công.

### 1942
Vào ngày 9 tháng 1, 1942, I-3 được lệnh rời khu vực tuần tra để truy tìm tàu sân bay Hoa Kỳ USS Lexington, vốn bị tàu ngầm I-18 phát hiện ở vị trí 270 nmi (500 km) về phía Đông Bắc đảo Johnston, tuy nhiên I-3 đã không tìm thấy mục tiêu. Nó cùng I-1 và I-2 về đến Kwajalein vào ngày 22 tháng 1, rồi cả ba cùng lên đường hai ngày sau đó để quay trở về Yokosuka, đến nơi vào ngày 1 tháng 2.

#### Chuyến tuần tra thứ hai
Đang khi I-3 ở lại Yokosuka, Hải đội Tàu ngầm 2 được điều động tham gia Chiến dịch Đông Ấn thuộc Hà Lan trong thành phần Lực lượng Khu vực Đông Nam vào ngày 8 tháng 2. Với Tư lệnh Đội tàu ngầm 7 trên tàu, I-3 khởi hành từ Yokosuka vào ngày 12 tháng 2 để hướng sang Palau, đến nơi vào ngày 16 tháng 2. Sau khi được tiếp nhiên liệu từ tàu tiếp dầu Fujisan Maru, nó cùng I-1 và I-2 tiếp tục hành trình đi sang Đông Ấn thuộc Hà Lan vào ngày hôm sau. Sau chặng dừng tại vịnh Staring về phía Đông Nam Kendari, Celebes (nay là Sulawesi) vào ngày 22 tháng 2, nó xuất phát lúc chiều tối ngày hôm đó cho chuyến tuần tra thứ hai trong chiến tranh tại Ấn Độ Dương dọc bờ biển Tây Nam Australia. Trên đường đi vào ngày 23 tháng 2, nó phát hiện một tàu ngầm Đồng Minh đang đi trên mặt nước trong biển Banda, nhưng đã không thể đi đến vị trí thuận tiện để tấn công.
Trong Ấn Độ Dương vào ngày 2 tháng 3, ở vị trí 90 nmi (170 km) về phía Tây Bắc Fremantle, Australia, I-3 đã tấn công chiếc tàu buôn vũ trang New Zealand Narbada (8.988 tấn hoặc 9.540 tấn) tại tọa độ 31°33′N 114°11′Đ / 31,55°N 114,183°Đ. Narbada chỉ bị hư hại nhẹ bởi mảnh đạn pháo và đã bắn trả, buộc I-3 phải lặn xuống và bỏ đi. Sang ngày hôm sau, nó lại đụng độ với chiếc tàu buôn vũ trang New Zealand Tongariro (8.719 tấn) ở vị trí 90 nmi (170 km) về phía Tây Bắc đảo Rottnest, và đã truy đuổi theo mục tiêu. Tongariro, đang trong hành trình từ Wellington, New Zealand đến Fremantle, đã bắn trả, buộc chiếc tàu ngầm phải lặn xuống và từ bỏ đợt tấn công.
Đến ngày 6 tháng 3, đang khi di chuyển trên mặt nước theo hướng Tây Nam, I-3 bắt gặp tàu ngầm Hoa Kỳ USS S-40 cũng đang đi theo mặt nước theo hướng cắt ngang. S-40 lầm tưởng I-3 là tàu ngầm USS Stingray và tìm cách bắt liên lạc, nhưng I-3 đã tấn công đối thủ bằng hải pháo tại tọa độ 24°28′N 112°40′Đ / 24,467°N 112,667°Đ. S-40 lặn xuống và tìm cách cơ động vào vị trí để tấn công đối phương bằng ngư lôi, nhưng I-3 vào lúc này đã ở quá xa. I-3 kết thúc chuyến tuần tra và đi đến cảng Penang tại Malaya bị chiếm đóng vào ngày 14 tháng 3.

#### Chuyến tuần tra thứ ba - Không kích Ấn Độ Dương
Vào ngày 15 tháng 3, Bộ chỉ huy Hạm đội Liên hợp ra lệnh cho Hải đội Tàu ngầm 2, ngoại trừ chiếc I-1, hoạt động trinh sát dọc bờ biển Ceylon (nay là Sri Lanka) và phía Tây Ấn Độ, nhằm chuẩn bị cho Chiến dịch C, cuộc đột kích Ấn Độ Dương do các tàu sân bay thuộc Lực lượng Cơ động của Hạm đội Liên hợp thực hiện. Vì vậy I-3 rời Penang vào ngày 28 tháng 3 để trinh sát vùng biển ngoài khơi Colombo, Ceylon. Nó bắt gặp một máy bay tại vị trí cách Colombo 195 nmi (361 km) lúc 13 giờ 00 ngày 31 tháng 3, và sau đó không trông thấy máy bay nào khác. I-3 đi đến khu vực Colombo vào ngày 2 tháng 4, gửi một báo cáo trinh sát thời tiết, rồi đến 04 giờ 25 phát hiện một tàu buôn đang đi sang phía Tây. Nó không phát hiện tàu bè nào khác, và không thể xâm nhập sâu hơn vào cảng vì tàu tuần tra đối phương hoạt động tích cực.
I-3 rời xa khu vực Colombo máy bay từ tàu sân bay thuộc Lực lượng Cơ động đã tiến hành không kích cảng này vào ngày 5 tháng 4. Vào sáng sớm ngày 7 tháng 4, trong Ấn Độ Dương ở vị trí 150 nmi (280 km) về phía Tây Nam Colombo, nó bắt gặp năm tàu buôn đang hướng sang phía Đông, rồi một tàu buôn và một tàu chở dầu đang hướng sang phía Tây. Không bắt kịp cả hai nhóm mục tiêu, nó trồi lên mặt nước tại tọa độ 06°52′B 078°50′Đ / 6,867°B 78,833°Đ để tấn công chiếc tàu buôn vũ trang Anh Elmdale (4.812 tấn hoặc 4.872 tấn) vốn đang trong hành trình từ Karachi đi Colombo. Nó đã bắn tổng cộng bốn quả ngư lôi và 39 phát đạn pháo 14-cm, ghi được 14 phát trúng đích Elmdale, nhưng không thể đánh chìm đối thủ. Đến ngày 8 tháng 4, I-3 trồi lên mặt nước ở vị trí 300 nmi (560 km) về phía Tây Colombo để tấn công chiếc tàu buôn vũ trang Fultala (5.051 tấn), vốn đang chở 8.000 tấn than đá đi từ Calcutta, Ấn Độ đến Karachi. Fultala trúng một quả ngư lôi và đắm tại tọa độ 06°52′B 076°54′Đ / 6,867°B 76,9°Đ. Toàn bộ thủy thủ đoàn đều được cứu vớt.
I-3 quay trở lại khu vực tuần tra phía Tây Nam Colombo vào ngày 9 tháng 4, rồi kết thúc chuyến tuần tra để quay trở về Singapore, cùng I-7 đến nơi vào ngày 15 tháng 4. Nó lại lên đường vào ngày 21 tháng 4 để quay trở về Nhật Bản, về đến Yokosuka vào ngày 1 tháng 5.

#### Chuyến tuần tra thứ tư - Chiến dịch quần đảo Aleut
Trong khi I-3 được đại tu tại Yokosuka, Chiến dịch quần đảo Aleut bắt đầu vào ngày 3 tháng 6 với cuộc không kích của Nhật Bản xuống Dutch Harbor, Alaska, và tiếp nối bởi việc chiếm đóng các đảo Attu vào ngày 5 tháng 6 và Kiska vào ngày 7 tháng 6 mà không bị kháng cự. Đến ngày 10 tháng 6, các tàu ngầm I-1, I-2, I-3, I-4, I-5, I-6 và I-7 được điều động sang Lực lượng phía Bắc để hoạt động tại vùng biển quần đảo Aleut. Sang ngày hôm sau, cùng với I-1, I-2, I-4 và I-7, I-3 lên đường cho chuyến tuần tra thứ tư tại khu vực Bắc Thái Bình Dương. Đến ngày 20 tháng 6, I-1, I-2 và I-3 tham gia tuyến tuần tra K giữa 48°B 178°T / 48°B 178°T và 50°B 178°T / 50°B 178°T, và ở lại khu vực tuần tra cho đến ngày 3 tháng 7. Đến ngày 20 tháng 7, I-3 được điều động trở lại Lực lượng Tiền Phương, nên đã lên đường quay trở về Nhật Bản, về đến Yokosuka vào ngày 1 tháng 8, nơi nó được sửa chữa.

#### Chiến dịch Guadalcanal
Trong khi I-3 ở lại xưởng tàu Yokosuka, Chiến dịch Guadalcanal bắt đầu vào ngày 7 tháng 8, khi lực lượng Thủy quân Lục chiến Hoa Kỳ đổ bộ lên Guadalcanal, Tulagi, đảo Florida, Gavutu và Tanambogo ở phía Đông Nam quần đảo Solomon. Vào ngày 20 tháng 8, Hải đội Tàu ngầm 2 được giải thể, và I-3 được điều sang Hải đội Tàu ngầm 1 để hoạt động tại khu vực Guadalcanal. I-3 rời Yokosuka vào ngày 8 tháng 9, cùng với I-1, I-2, I-4 và I-5 ghé đến căn cứ Truk tại quần đảo Caroline từ ngày 15 đến ngày 17 tháng 9, rồi tiếp tục đi đến quần đảo Shortland. Lúc đang trên đường đi, nó cùng I-1 và I-2 được điều sang Lực lượng phía Nam trực thuộc Đệ Bát hạm đội vào ngày 24 tháng 9. Đi đến Shortland vào ngày 26 tháng 9, I-2 và I-3 lên đường lúc 03 giờ 30 phút ngày hôm sau cho một chuyến đi tiếp liệu đến Guadalcanal, mỗi chiếc kéo theo một xuồng đổ bộ lớp Daihatsu chất đầy pháo 75-mm, súng cối và đạn dược.
Từ ngày 3 đến ngày 5 tháng 10, I-3 cố gắng thực hiện ba chuyến đi tiếp liệu đến Vangunu và Viru Harbor thuộc quần đảo New Georgia, nhưng đã không thành công và phải hủy bỏ. Đến ngày 10 tháng 10, nó được điều về Đơn vị Tuần tra "B" thuộc Lực lượng Tiền Phương. Vào ngày 15 tháng 10, đang lúc tuần tra ở vị trí 110 nmi (200 km) về phía Tây Nam đảo San Cristóbal, nó báo cáo phát hiện nhiều tàu tuần dương Đồng Minh lúc 22 giờ 40 phút. I-3 quay trở về Truk vào ngày 3 tháng 11. Tại căn cứ này, nó được cải tạo, tháo dỡ khẩu hải pháo 14-cm trên boong phía sau tàu và lắp đặt bộ gá để mang theo một xuồng đổ bộ kín nước dài 46 ft (14 m) lớp Daihatsu phía sau tháp chỉ huy.
Nhận nhiệm vụ tiếp tế cho Tập đoàn quân 17 đang cầm cự tại Guadalcanal, I-3 khởi hành từ Truk vào ngày 19 tháng 11, đi sang căn cứ Rabaul trên đảo New Britain thuộc quần đảo Bismarck với 20 tấn thực phẩm và thuốc men. Nó ghé đến Rabaul từ ngày 22 đến ngày 24 tháng 11, rồi tiếp tục hành trình đi sang Shortland đến nơi vào ngày 25 tháng 11. Mang theo một xuồng Daihatsu kín nước trên boong tàu, nó lên đường vào ngày 27 tháng 11, đi đến ngoài khơi vịnh Kamimbo tại bờ biển Tây Bắc Guadalcanal vào ngày 28 tháng 11. Nó nhanh chóng thả chiếc xuồng Daihatsu rồi lên đường quay trở lại Shortland, đến nơi vào ngày 30 tháng 11. I-3 lại ra khơi vào ngày 1 tháng 12 cho một chuyến đi tiếp liệu khác đến Guadalcanal, nhưng khi nó trồi lên mặt nước ngoài khơi vịnh Kamimbo vào ngày 3 tháng 12, nó đụng độ với hai xuồng phóng lôi PT boat Đồng Minh, nên buộc phải lặn xuống và quay trở lại Shortland vào ngày 5 tháng 12 mà không thể chuyển giao hàng tiếp liệu.

#### Bị mất
Khởi hành từ Shortland vào ngày 7 tháng 12, I-3 tìm cách nối lại việc vận chuyển tiếp liệu cho Guadalcanal. Nó trồi lên mặt nước tại vịnh Kamimbo vào ngày 9 tháng 12, cho thả xuồng Daihatsu và bắt đầu việc chuyển tải hàng tiếp liệu. Lúc 06 giờ 52 phút, tàu PT-59, đang phối hợp cùng chiếc PT-44 tuần tra trong khu vực, đã phát hiện I-3 trên mặt nước cùng với chiếc xuồng Daihatsu cặp bên mạn. Lúc 07 giờ 03 phút, PT-59 phóng hai quả ngư lôi Mark 15 nhắm vào I-3 từ khoảng cách 400 yd (370 m), quả thứ hai trượt mục tiêu và đi bên dưới chiếc PT-44 mà không kích nổ, nhưng quả thứ nhất đã đánh trúng phía đuôi I-3, gây ra một vụ nổ lớn. I-3 đắm nhanh chóng tại tọa độ 09°12′N 159°42′Đ / 9,2°N 159,7°Đ. Bốn thủy thủ bị vụ nổ hất văng xuống nước, lội được vào bờ và được cứu vớt, nhưng 90 thành viên khác của thủy thủ đoàn đã tử trận. Một vệt dầu loang lớn trồi lên mặt biển trong suốt 90 phút tiếp theo.
Sự kiện I-3 bị mất đã khiến Hải quân Nhật Bản buộc phải tạm dừng các chuyến tiếp liệu bằng tàu ngầm đến Guadalcanal từ ngày 11 tháng 12. Tàu chị em I-2, vốn đã khởi hành trước đó vào ngày 9 tháng 12 cho một chuyến đi đến Guadalcanal, buộc phải hủy bỏ chuyến đi vào ngày 11 tháng 12 và quay trở lại Shortland.
I-3 được rút tên khỏi đăng bạ hải quân vào ngày 20 tháng 1, 1943.